# Сен-Жюльен-ла-Женет
Сен-Жюлье́н-ла-Жене́т (фр. Saint-Julien-la-Genête) — коммуна во Франции, находится в регионе Лимузен. Департамент коммуны — Крёз. Входит в состав кантона Эво-ле-Бен. Округ коммуны — Обюссон.
Код INSEE коммуны — 23203.

## Население
Население коммуны на 2010 год составляло 241 человек.
| 1962 | 1968 | 1975 | 1982 | 1990 | 1999 | 2010 |
| ---- | ---- | ---- | ---- | ---- | ---- | ---- |
| 309  | 262  | 216  | 186  | 211  | 213  | 241  |

## Экономика
В 2010 году среди 135 человек трудоспособного возраста (15—64 лет) 110 были экономически активными, 25 — неактивными (показатель активности — 81,5 %, в 1999 году было 66,7 %). Из 110 активных жителей работали 102 человека (54 мужчины и 48 женщин), безработных было 8 (2 мужчин и 6 женщин). Среди 25 неактивных 7 человек были учениками или студентами, 11 — пенсионерами, 7 были неактивными по другим причинам.